# Inquérito à Arquitectura Popular em Portugal
O Inquérito à Arquitectura Popular em Portugal designa uma série de trabalhos de campo levados a cabo na década de 50 do século XX por equipas de arquitectos portugueses, com o intuito de catalogar de forma objectiva a arquitectura vernacular no território português.

## O nascimento do projecto
A ideia de um inquérito à arquitectura regional portuguesa teve como base uma ideia dos arquitectos José Huertas Lobo e Francisco Keil do Amaral publicada em 1947 na revista Arquitectura: Revista de Arte e Construção editada pelo grupo ICAT.
A primeira iniciativa de concretização teve lugar em 1949, por iniciativa do Sindicato Nacional dos Arquitectos, então sob a presidência do arquitecto Francisco Keil do Amaral, e de cuja direcção faziam igualmente parte os arquitectos Inácio Peres Fernandes, Dário Vieira e João Simões, junto do Instituto de Alta Cultura, não tendo obtido qualquer resultado.

## O apoio
Seis anos mais tarde, em 1955, a iniciativa do Sindicato junto do então Ministro das Obras Públicas Eng.º Eduardo de Arantes e Oliveira, encontrou o apoio do Governo traduzido na concessão de um subsídio nas condições fixadas pelo Decreto-Lei n.º 40 349, de 19 de Outubro de 1955.

## A concretização
O inquérito abrangeu o território do Continente, que para o efeito foi dividido em seis regiões, contando cada uma com uma equipa de três arquitectos:
- Zona 1 - Minho: Fernando Távora, Rui Pimentel, António Menéres;
- Zona 2 - Trás-os-Montes: Octávio Lixa Filgueiras, Arnaldo Araújo, Carlos Carvalho Dias;
- Zona 3 - Beiras: Francisco Keil do Amaral, José Huertas Lobo, João José Malato;
- Zona 4 - Estremadura: Nuno Teotónio Pereira, António Pinto Freitas, Francisco Silva Dias;
- Zona 5 - Alentejo: Frederico George, António Azevedo Gomes, Alfredo da Mata Antunes;
- Zona 6 - Algarve: Artur Pires Martins, Celestino de Castro, Fernando Ferreira Torres.

Durante os três meses em que decorreram os trabalhos do inquérito, as seis equipas percorreram cerca de 50 000 quilómetros, de automóvel, de scooter, a cavalo e a pé, fizeram cerca de 10 000 fotografias, centenas de desenhos e tomaram milhares de notas escritas.

## A publicação
Em 1961, o Sindicato Nacional dos Arquitectos editava, em dois volumes, e sob o título Arquitectura Popular em Portugal, o resultado deste trabalho.
A obra foi reeditada em 1980, num só volume, pela Associação dos Arquitectos Portugueses, havendo ainda uma 3.ª edição, de 1988, em 3 volumes, igualmente da responsabilidade da Associação dos Arquitectos Portugueses, e uma 4.ª edição, em dois volumes, de 2004, agora da responsabilidade da Ordem dos Arquitectos.

## O arquivo de imagens
O arquivo das imagens recolhidas durante o inquérito — cerca de 10 000 — vai ser objecto de digitalização e disponibilização online.